# محمد مجدي الحسيني محمود
محمد مجدي الحسيني محمود، المعروف باسم محمد مجدي، هو للاعب كرة قدم مصري محترف من مواليد 23 أبريل 1989. يلعب حاليًا في مركز خط الوسط مع نادي برقان الكويتي، حيث يشارك في بطولة كأس الاتحاد الكويتي.

## مسيرة النادي الدولي
بدأ محمد مجدي مسيرته الكروية في الدوري المصري الممتاز عام 2005 مع نادي إنبي. وفي عام 2012، اتجه إلى الاحتراف الدولي، حيث اختاره نادي موكتيجودا سانجساد كيه سي للعب في الدوري البنجلاديشي الممتاز.شكل هذا الانتقال نقطة تحول في مسيرته، حيث لفت أنظاره العديد من الأندية، لينتقل بعدها في عام 2015 إلى نادي لينكس إف سي في الدوري الوطني لجبل طارق، الذي تعاقد معه كأحد أبرز لاعبيه.
بعد مسيرة كروية ناجحة في أوروبا، لفت مجدي أنظار أكاديمية النقل، وهي إحدى وكالات كرة القدم الرائدة في جزر المالديف. قامت الوكالة بالتفاوض معه لينتقل إلى نادي إيجلز، بهدف مساعدتهم على الفوز ببطولة كأس الرئيس 2016.
وفي هذه البطولة، قدّم مجدي أداءً استثنائيًا قاد به فريقه للفوز، وحصل على جائزة "أفضل لاعب في المباراة"، مما يؤكد على تأثيره الكبير وقيمته كلاعب محترف.
حالياً، يواصل اللاعب مجدي مسيرته الكروية في الكويت، حيث يلعب مع نادي برقان، وهو أحد الأندية الرياضية الحديثة في البلاد.